# Дубровская (Орловское сельское поселение)
Дубровская — деревня в Устьянском районе Архангельской области.

## География
Находится в южной части Архангельской области на расстоянии приблизительно 24 км на восток-северо-восток по прямой от административного центра района поселка Октябрьский на правом берегу реки Устья.

## История
В 1859 году здесь (деревня Вельского уезда Вологодской губернии) было учтено 26 дворов. До 2022 года являлась административным центром Орловского сельского поселения до его упразднения. Когда-то здесь была деревянная Богоявленская церковь.

## Население
Численность населения: 200 человек (1859 год), 337 (русские 96 %) в 2002 году, 278 в 2010.